# Uchańka
Uchańka – wieś w Polsce położona w województwie lubelskim, w powiecie chełmskim, w gminie Dubienka.
W latach 1975–1998 miejscowość położona była w województwie chełmskim. 
Wieś jest sołectwem w gminie Dubienka. Według Narodowego Spisu Powszechnego (III 2011 r.) liczyła 132 mieszkańców i była szóstą co do wielkości miejscowością gminy.
Wierni Kościoła rzymskokatolickiego należą do parafii Trójcy Przenajświętszej w Dubience.

## Szlaki turystyczne
Szlak Tadeusza Kościuszki

## Historia
Według Słownika Królestwa Polskiego Uchańka w wieku XIX to wieś w ówczesnym powiecie hrubieszowskim podległa parafii Białopole i Dubienka. W 1827 spisano we wsi 52 domy i 349 mieszkańców.
We wsi usypano w 1861 kopiec upamiętniający bitwę pod Dubienką z 18 lipca 1792, zwany Kopcem Kościuszki, zniszczony w 1939 i odbudowany 
po drugiej wojnie światowej. Odsłonięcie pomnika wieńczącego jego wierzchołek nastąpiło 24 lipca 1966.
Wieś wyzwolona spod okupacji niemieckiej w dniu 21 lipca 1944 roku przez oddziały radzieckie 69 Armii. 23 lipca przeprawiały się tu przez Bug oddziały 2 dywizji 1 Armii Wojska Polskiego.